# Dictyoptera aurora
Espèce
Dictyoptera aurora est une espèce d'insectes coléoptères de la famille des Lycidae.

## Description
L'imago mesure 6 à 13 mm de long, le pronotum et les élytres striés sont rouges, le reste, noir. Le pronotum présente 5 renfoncements irréguliers.

## Distribution
Amérique du Nord (Alaska, Canada, États-Unis), Sibérie, Europe dont France en régions d'altitude (Est, Cantal, Pyrénées).

## Habitat
Bois de conifères ou forêts mélangées dans des régions froides. Les larves vivent sous les écorces où elles se nourrissent d'autres larves ou de petits invertébrés.